# Чосас-де-Каналес
Чосас-де-Каналес (ісп. Chozas de Canales) — муніципалітет в Іспанії, у складі автономної спільноти Кастилія-Ла-Манча, у провінції Толедо. Населення — 3858 осіб (2010).
Муніципалітет розташований на відстані близько 45 км на південний захід від Мадрида, 26 км на північ від Толедо.
На території муніципалітету розташовані такі населені пункти: (дані про населення за 2010 рік)
- Чосас-де-Каналес: 3835 осіб
- Каньїсо: 18 осіб
- Вакерісо: 5 осіб

## Демографія
Динаміка населення (INE ):

## Галерея зображень

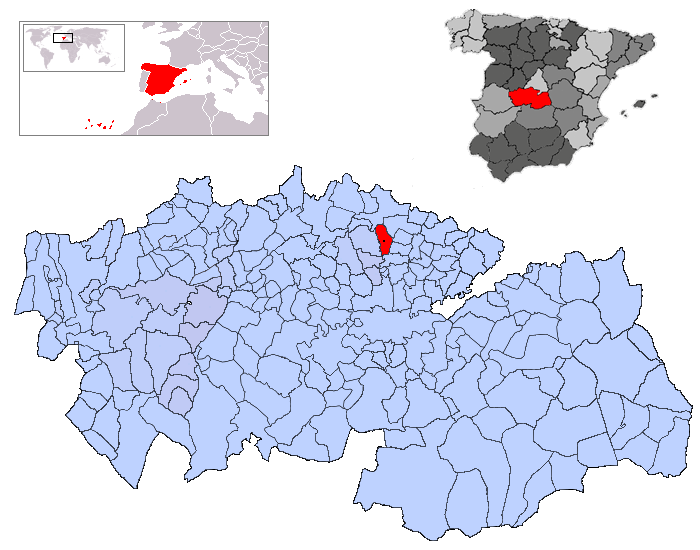
Розташування муніципалітету у провінції Толедо